# M. Emmet Walsh
Michael Emmet Walsh (Ogdensburg (New York), 22 maart 1935 – St. Albans (Vermont), 19 maart 2024) was een Amerikaanse acteur.

## Carrière
Walsh begon in 1968 met acteren in de televisieserie The Doctors, waarna hij nog in meer dan 200 films en televisieseries is verschenen. Hij is vooral bekend van zijn rol als de antagonist Loren Visser in Blood Simple (1984).
Walsh overleed op 19 maart 2024 op 88-jarige leeftijd aan een  hartstilstand.

## Filmografie

### Films
Uitgezonderd korte films.
- 1973 Serpico - als Gallagher
- 1978 Straight Time - als Earl Frank
- 1982 Blade Runner - als Bryant
- 1983 Silkwood - als Walt Yarborough
- 1984 Blood Simple - als Loren Visser
- 1996 A Time to Kill - als Willard Tyrell Bass
- 1997 My Best Friend's Wedding - als Joe O'Neal
- 1999 Wild Wild West - als Coleman
- 1999 The Iron Giant - als Earl Stutz (stem)
- 1999 Random Hearts - als Billy
- 2004 Christmas with the Kranks - als Walt Scheel
- 2009 Youth in Revolt - als Mr. Saunders
- 2014 Calvary - als De schrijver
- 2019 Knives Out - als Mr. Proofroc

### Televisieseries
Uitgezonderd eenmalige gastrollen.
- 2019-2022 The Righteous Gemstones - als Roy Gemstone - 2 afl.
- 2012-2015 Adventure Time – als Cosmic Owl (stem) – 4 afl.
- 2018-2019 Sneaky Pete - als Tex Hopkins 7 afleveringen.

- Biblioteca Nacional de España: XX1309869
- Bibliothèque nationale de France: cb14010907t (data)
- Gemeinsame Normdatei: 141004630
- International Standard Name Identifier: 0000 0001 1456 1843
- Library of Congress Control Number: no90008372
- Nationale Bibliotheek van Israël: 987007444903205171
- Nederlandse Thesaurus van Auteursnamen: 073998036
- SNAC: w6332tpf
- Virtual International Authority File: 120261768
- WorldCat: E39PBJbCPdm7VJdJXxXhtf6dwC